# وخز جانبي

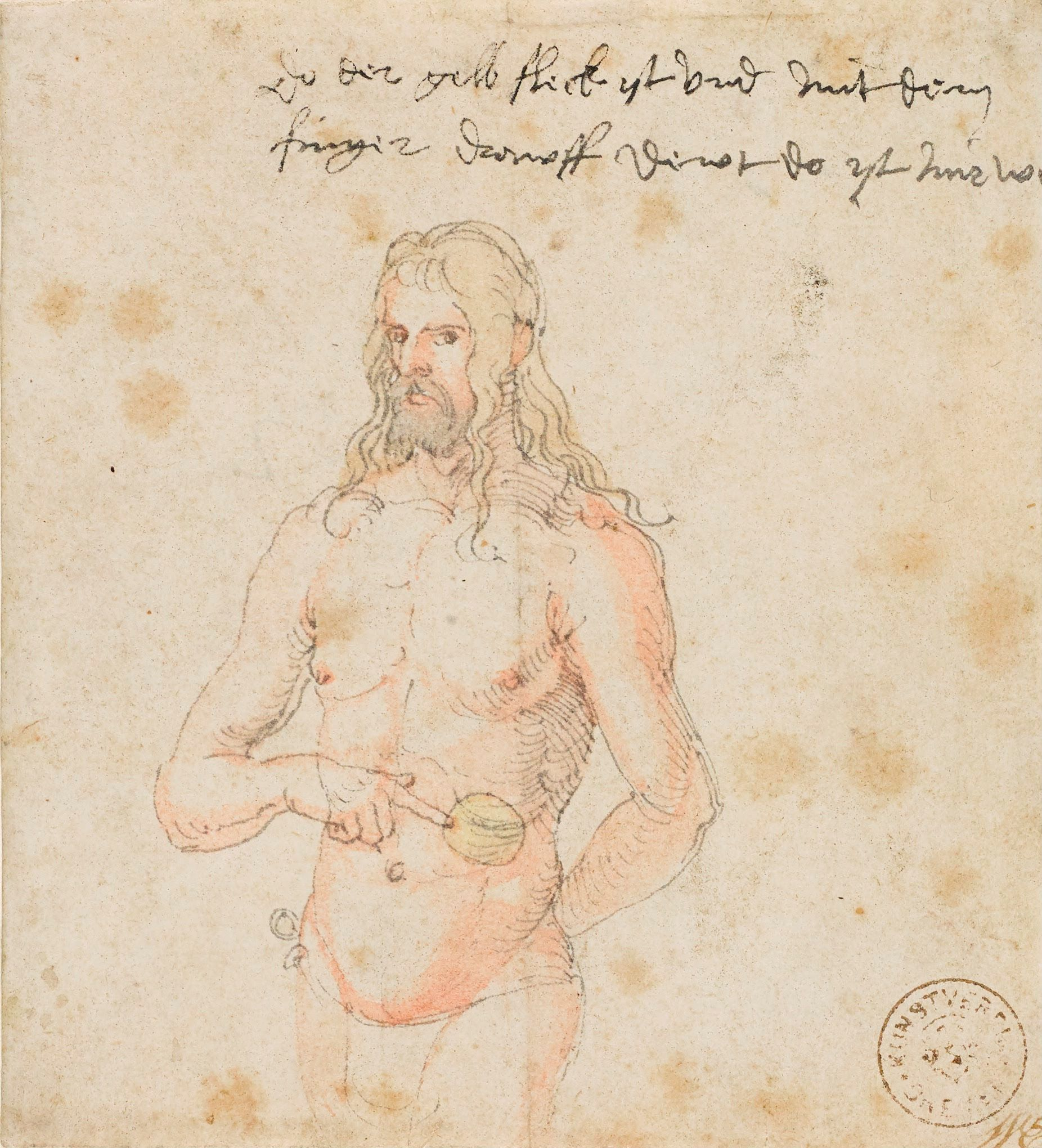

مغص جانبي أو ألم جانبي أو نغز جانبي (بالإنجليزية: Side crump)‏ هو ألم شديد واخز في المنطقة السفلى من القفص الصدري يحدث أثناء ممارسة الرياضة[1][1][1]. ويُعتقد أن هذا الألم هو ألم بطني بسبب ضغط الحجاب الحاجز للأعضاء الداخلية (كالكبد والمعدة)، ولكن هذه النظرية ناقصة وغير مكتملة، حيث يمكن لأن يحدث الألم أثناء السباحة، والذي تقريباً لا يحتوي على أي جهد على أعضاء الجزء السفلي من الجسم. عندما يتواجد الألم فقط عند ممارسة الرياضة ويختفي تماماً عند الراحة، فإن هذا طبيعي تماماً وليس بحاجة لأي فحص طبي.

## الأسباب
لا يوجد سبب واحد دقيق معروف للوخز الجانبي، ولكن يوجد عدد من التفاسير لسبب هذا الألم ولكنها ليست تفاسير حتمية، النظرية السائدة والمنتشرة هي أن الألم من الممكن أن يحدث بسبب ارتفاع منسوب الدم إلى الكبد أو الطحال. ويؤدي ازدياد معدل نبضات القلب أثناء ممارسة الرياضة إلى دفع كرات الدم الحمراء للتوجه إلى الكبد والذي يؤدي إلى تضخم كبد وفرط ضغط الدم البابي[5][4][4]. فعند ممارسة الرياضة يتم ضخ الدم تدريجياً إلى العضلات وينخفض تدفق الدم في نفس الوقت إلى أجهزة الجسم الداخلية. ويمكن أن يؤدي ذلك إلى تقلصات في الكبد والمعدة والأمعاء والشعور بالألم الجانبي. وقد لوحظ أيضاً أن ألم الجنب غالباً ما يحدث عندما تكون المعدة ممتلئة، وعند الأشخاص الذين لا يتدربون بشكل كامل. فعندما تكون المعدة ممتلئة يحتاج الجسم إلى مزيد من الدم من أجل عملية الهضم. كما أن هناك أيضاً مؤشرات بأنه في حالة المعدة الممتلئة يمكن أن يتقلص الحجاب الحاجز لأعلى ويتسبب في ألم الجنب. ويمكن لألم الجنب أن يظهر عند ممارسة الأنشطة الرياضية الشاقة ولكنه شائع بصفة خاصة أثناء الجري ولا يُعرف سبب ذلك.

## العلاج
عند حدوث الألم الجانبي يُفضل أخذ فترة راحة أو خفض معدل التدريب حتى يزول الألم. أو أخذ نفس عميق عن طريق المعدة.